# Arkadiusz Radomski
 Arkadiusz « Arek » Radomski, né le 27 juin 1977 à Gniezno, est un footballeur polonais. Il occupe actuellement le poste de milieu de terrain au KS Cracovia.

## Carrière

### En club
Arkadiusz Radomski a commencé sa carrière au Mieszko Gniezno en 1993. Il est ensuite recruté par le grand club voisin du Lech Poznań, mais ne parvient pas à se faire une place et quitte l'équipe six mois après son arrivée.
Il rejoint donc le BV Veendam, club hollandais de seconde division. Tout de suite utilisé par l'entraîneur, il doit attendre la saison 1995-1996 pour jouer les premiers rôles en championnat. En effet, après s'être classé quatrième de la phase régulière, Veendam dispute le ticket pour la promotion dans le groupe 2, et termine à quelques points du premier, le NEC Nimègue. La saison suivante est moins réussie, et Radomski décide de quitter le club pour connaître enfin l'Eredivisie, avec le SC Heerenveen. Rodé au style de jeu de son nouveau pays, il n'éprouve pas de difficultés à se faire une place, et joue le haut de tableau. Troisième de la coupe nationale, son club est qualifié pour la Coupe d'Europe des vainqueurs de coupe, le vainqueur et le finaliste de la KNVB Cup étant déjà qualifiés pour la Ligue des Champions. Radomski goûte donc pour la première fois à la Coupe d'Europe, qu'il ne disputera que lors de deux tours, contre l'Amica Wronki et le Varteks Varaždin. Une nouvelle fois qualifié pour l'Europe en 1999, le SC Heerenveen atteint la seconde place en 2000, derrière le PSV Eindhoven. L'année suivante, Radomski fait ses débuts en Ligue des Champions le 2 septembre 2000 contre l'Olympique lyonnais, pour la première journée de la phase de poules (défaite 3-1). Lors de la compétition, il dispute cinq rencontres sur six, qui placent le club à la dernière place du groupe. Jusqu'en 2005, le joueur se qualifie et dispute chaque année la Coupe d'Europe, que ce soit la Coupe Intertoto, la Coupe UEFA ou la Ligue des Champions.
Cependant, il décide de quitter le club pour connaître autre chose. Sollicité par plusieurs clubs européens, dont le FC Bruges, il signe finalement à l'Austria Vienne. Après deux bonnes saisons, avec à la clef un titre d'Autriche et deux coupes nationales, Arkadiusz Radomski est absent de la première partie de saison 2007-2008, et joue peu ensuite. Il décide donc de revenir aux Pays-Bas, et rejoint le NEC Nimègue. Mais là non plus, il ne joue pas beaucoup.
Le 6 juillet 2009, un accord est trouvé entre le Lech Poznań et le joueur, qui remplacerait le partant Rafał Murawski.

### En équipe nationale
Arkadiusz Radomski a fait partie de l'équipe de Pologne des moins de 17 ans, qui a été sacrée championne d'Europe en 1993 et qui est parvenue en demi-finale de la Coupe du monde en 1993.
Il a honoré sa première sélection le 12 février 2003 à l'occasion d'un match contre la Croatie. Il a disputé six matches de qualification à la Coupe du monde 2006, puis a participé au premier tour de la compétition avec l'équipe de Pologne.
À ce jour, il compte 30 sélections en équipe nationale.

### Palmarès
- Champion d'Europe des moins de 17 ans : 1993
- Vice-Champion des Pays-Bas : 2000
- Champion d'Autriche : 2006
- Vainqueur de la Coupe d'Autriche : 2006 et 2007
- Vainqueur de la Supercoupe d'Autriche : 2007